# غريغ اولسن
غريغ اولسن (بالإنجليزية: Greg Olsen)‏ هو لاعب كرة قدم أمريكية أمريكي، ولد في 11 مارس 1985 في باترسون في الولايات المتحدة.

## وصلات خارجية
- غريغ اولسن على موقع إي إس بي إن.كوم (أن.أف.أل)3
- غريغ اولسن على موقع مرجع كرة القدم المحترفة.كوم (الإنجليزية)